# Tensei Akujo no Kuro Rekishi
Tensei Akujo no Kuro Rekishi (転生悪女の黒歴史?), también conocida como The Dark History of the Reincarnated Villainess en inglés, una serie de manga japonesa escrita e ilustrada por Akiharu Tōka. La obra comenzó a serializarse en la revista de manga shōjo LaLa de Hakusensha en agosto de 2018. Una adaptación de la serie de televisión de anime producida por Studio Deen se estrenará en octubre de 2025.

## Sipnosis
Konoha Satō tiene una historia oscura, escrita a lo largo de la escuela secundaria: una aventura de fantasía de amor y magia sobre Konoha Magnolia, la hija del conde y los caballeros que la aman. Pero cuando parece que su madre va a descubrir esa oscura historia, Konoha entra en pánico y muere en un accidente de tráfico. Al abrir los ojos, descubre que ha reencarnado en el mundo de su propia historia oscura como Iana Magnolia, la peor villana de su propia creación.

## Personajes
Iana Magnolia (イアナ・マグノリア Iana Magunoria?) / Konoha Satō (佐藤コノハ Satō Konoha?)
 Seiyū: Sumire Uesaka (audio drama), Yoshino Aoyama (anime)
Konoha Magnolia (コノハ・マグノリア Konoha Magunoria?)
 Seiyū: Mao Ichimichi (anime)
Sol (ソル Soru?)
 Seiyū: Hiroshi Kamiya (audio drama), Shōhei Komatsu (anime)
Ginoford Dandelion (ギノフォード・ダンデライオン Ginofōdo Danderaion?)
 Seiyū: Makoto Furukawa (anime)
Yomi (ヨミ?)
 Seiyū: Yoshitsugu Matsuoka (audio drama)
Cheneau Clematis (シャノウ・クレマチス Shanou Kuremachisu?)
 Seiyū: Arthur Lounsbery (anime)
Mika (ミカ?)
 Seiyū: Atsushi Tamaru (anime)
Yamato Hydrangea (ヤマト・ハイランドジア Yamato Hairandojia?)
 Seiyū: Tomoaki Maeno (anime)

## Contenido de la obra

### Manga
La obra fue escrita e ilustrada por Akiharu Tōka, Tensei Akujo no Kuro Rekishi comenzó a publicarse en la revista de manga shōjo LaLa de Hakusensha el 24 de agosto de 2018. Sus capítulos se han compilado en trece volúmenes tankōbon y un volumen de cuentos a partir de marzo de 2024. La serie tiene licencia de Yen Press para su publicación en inglés.

### Anime
El 17 de febrero de 2024 se anunció una adaptación de la serie de televisión de anime. La serie está producida por Studio Deen y dirigida por Hiroaki Sakurai, con guiones supervisados por Mitsutaka Hirota, diseño de personajes de Tomoyo Sawada y música de Ryūichi Takada. Está previsto su estreno el 9 de octubre de 2025 en TV Tokyo y BS11. El tema de apertura, "Black Flame", es interpretado por Kid Phenomenon de Exile Tribe, mientras que el tema de cierre, "Rengene", es interpretado por Zerofrom.

### Otros medios
Se lanzó un audio drama en la edición de diciembre de 2021 de LaLa el 22 de octubre de 2021. Contaba con las voces de Sumire Uesaka, Yoshitsugu Matsuoka y Hiroshi Kamiya.